# Gavião e Atalaia
Gavião e Atalaia (oficialmente: União das Freguesias de Gavião e Atalaia) é uma freguesia portuguesa do município de Gavião, com 77,88 km² de área e 1501 habitantes (censo de 2021). A sua densidade populacional é 19,3 hab./km².

## História
Foi constituída em 2013, no âmbito de uma reforma administrativa nacional, pela agregação das antigas freguesias de Gavião e Atalaia e tem a sede em Gavião.

## Demografia
A população registada nos censos foi:
| Distribuição da População por Grupos Etários | Distribuição da População por Grupos Etários | Distribuição da População por Grupos Etários | Distribuição da População por Grupos Etários | Distribuição da População por Grupos Etários |
| -------------------------------------------- | -------------------------------------------- | -------------------------------------------- | -------------------------------------------- | -------------------------------------------- |
| Ano                                          | 0-14 Anos                                    | 15-24 Anos                                   | 25-64 Anos                                   | > 65 Anos                                    |
| 2001                                         | 230                                          | 219                                          | 916                                          | 614                                          |
| 2011                                         | 201                                          | 152                                          | 841                                          | 553                                          |
| 2021                                         | 129                                          | 133                                          | 715                                          | 524                                          |

À data da junção das freguesias, a população registada no censo anterior foi:
| Freguesia atual  | Freguesia atual  | Freguesia atual | Freguesias antigas | Freguesias antigas | Freguesias antigas |
| Freguesia        | População (2011) | Área(km²)       | Freguesia          | População(2011)    |                    |
| ---------------- | ---------------- | --------------- | ------------------ | ------------------ | ------------------ |
| Gavião e Atalaia | 1747             | 77,88           | Gavião             | 1 609              |                    |
| Gavião e Atalaia | 1747             | 77,88           | Atalaia            | 138                |                    |